# Hierofanten (tarotkort)

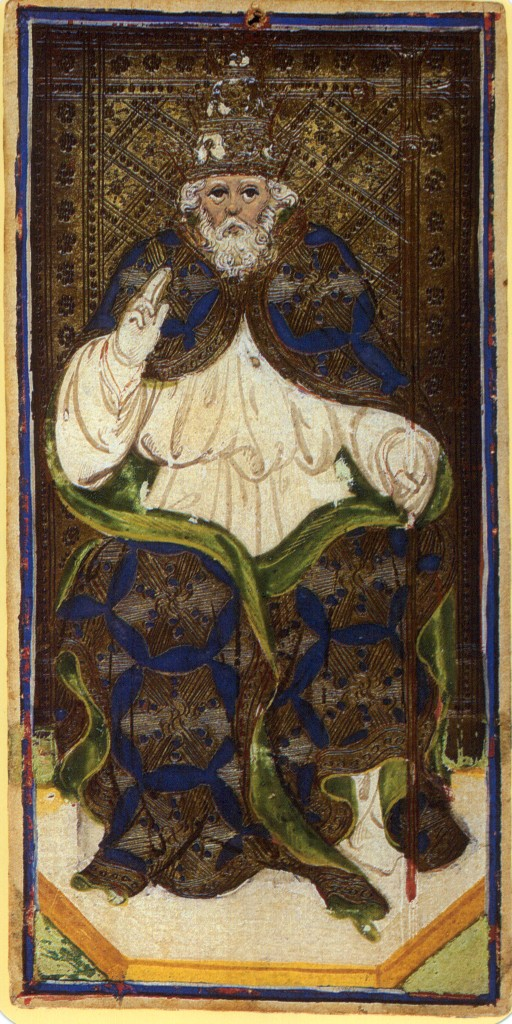
En äldre version av Hierofanten

Hierofanten är ett av de 78 korten i en tarotkortlek och är ett av de 22 stora arkanakorten. Kortet ses generellt som nummer 5. Rättvänt symboliserar kortet tradition, konventioner, sociala grupperingar, utbildning, tro och kunskap. Omvänt symboliserar kortet rebelliskhet, att vara okonventionell, icke-konfirmerande och oförstånd. Kortet föreställer en religiös figur (en hierofant) som sitter i en religiös byggnad. Personen har detaljerade kläder på sig och håller upp ena handen för att utföra en välsignelse. I andra handen håller denne ett trippelkors som traditionellt anses symbolisera treenigheten. I vissa kortlekar har hierofanten ersatts med Jupiter då kortet av vissa uppfattades som vanhelgande. Kortet kallas ibland också för Översteprästen eller Påven då den anses vara en motsvarighet till kortet Översteprästinnan. I och med att kortet historiskt har en koppling till Italien förknippas kortet generellt med påvedömet som var inte bara var en religiös ledare utan också politisk och militär. Därför har kortet kommit att förknippas med såväl tro som makt.